# Форс-мажор
Форс-мажо́р (фр. force majeure — «высшая сила», лат. vis maior; в русскоязычных юридических документах используется термин «непреодолимая сила») — непредсказуемое событие (например, стихийное бедствие, эпидемия или война), не зависящее от воли сторон, участвующих в сделке, но ведущее к невозможности исполнения договорных обязательств. Оно освобождает должника от ответственности за нарушение договора.

## Примеры
Для признания того или иного обстоятельства непреодолимой силой необходимо, чтобы оно одновременно отвечало всем следующим критериям:
- быть чрезвычайным (не должно быть обычным в конкретных условиях);
- быть непредотвратимым;
- быть непреодолимым;
- не должно зависеть от воли или действий должника.

В частности, к непреодолимой силе не относятся нарушение обязанностей со стороны контрагентов должника, отсутствие на рынке нужных для исполнения товаров, отсутствие у должника необходимых денежных средств.
Законодательство не содержит исчерпывающего перечня обстоятельств непреодолимой силы и не обязывает перечислять их все в договорах. Они определяются в каждом конкретном случае.

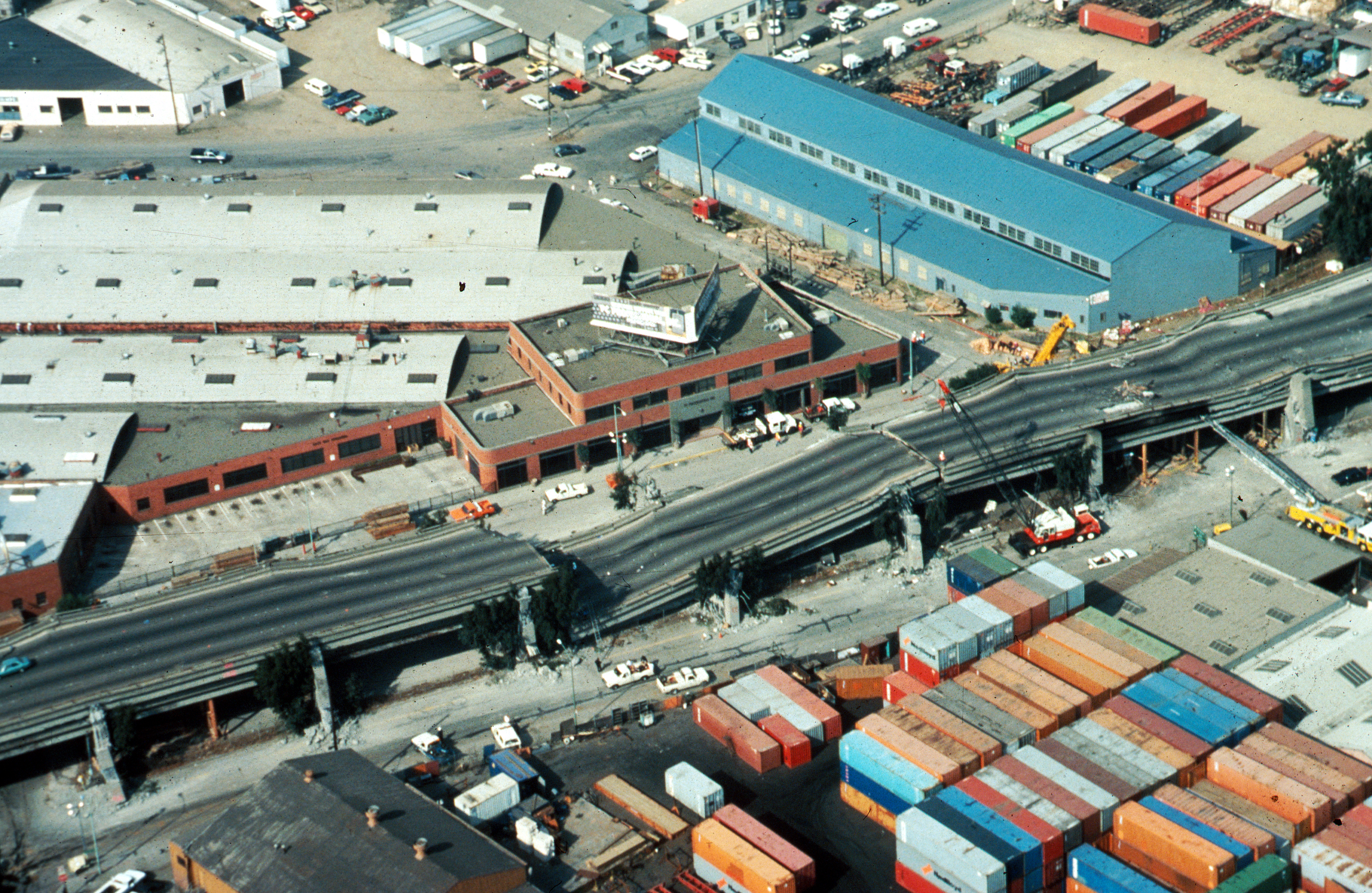
Кипарисовый виадук Межгосударственной автомагистрали 880 после землетрясения Лома-Приета 17 октября 1989 года

На практике под непреодолимой силой понимают, например:
- пожары;
- эпидемии;
- выход оборудования из строя (при условии, что за ним следят, как положено – если оборудование участника сделки изначально в запущенном состоянии, то это непреодолимой силой не признается);
- различные аварии – в системе водо- или теплоснабжения, в электросетях, на телефонной линии, у интернет-провайдера и т. д.;
- резкое и существенное ухудшение погодных условий — например, если из-за снежных заносов на трассе между городами транспорт не прибывает вовремя;
- массовые беспорядки, боевые действия;
- катастрофы иного характера[4].

## Страховая практика
В страховании максимально чёткое определение форс-мажора в договорах страхования фиксируется для выработки консолидированной позиции страхователя, страховщика и перестраховщика(-ов). Это необходимо для исключения ситуации, когда выплата по договору страхования страховщиком произведена, а перестраховщик или перестраховщики сочли ситуацию форс-мажорной и договором не предусмотренной.